# Loathe
Loathe (englisch verabscheuen) ist eine englische Metal-Band aus Liverpool.

## Geschichte
Die Wurzeln von Loathe liegen in der ebenfalls aus Liverpool stammenden Metalcore-Band Our Imbalance, die vom Gitarristen Erik Bickerstaffe mitgegründet wurde. Nachdem der Sänger Harry Rule bei Our Imbalance ausstieg wurde er durch Kadeem France ersetzt, der seinerzeit in der Band Escapist UK Schlagzeug spielte. Nachdem der Gitarrist Connor Sweeney und der Bassist Shayne Smith zur Band stießen, wurde gegen 2014 aus Our Imbalance die Band Loathe. Am 1. Mai 2015 veröffentlichte die Band ihre erste Single In Death, bevor am 22. November des gleichen Jahres die Debüt-EP Prepare Consume Proceed folgte. Loathe wurden von SharpTone Records unter Vertrag genommen, die am 8. Juli 2016 die erste EP wiederveröffentlichten. Die Band tourte im Vorprogramm von Oceans Ate Alaska durch das Vereinigte Königreich und spielte auf dem Knotfest.
Am 2. Juni 2017 veröffentlichten Loathe ihr von Matt McClellan produzierte Debütalbum The Cold Sun. Neben einem Auftritt bei den Metaldays spielte die Band ihre erste Headliner-Tournee durch das Vereinigte Königreich. Es folgte eine Tournee als Vorgruppe von Bury Tomorrow. Am 8. Februar 2018 veröffentlichten Loathe zusammen mit Holding Absence die Split-EP This Is as One. Anschließend spielten beide Bands eine Co-Headliner-Tournee an, die von der Band Sleep Token eröffnet wurde. Loathe spielten auf dem Slam Dunk Festival und dem Download-Festival. Anschließend verließ Bassist Shayne Smith die Band, um als Tätowierer zu arbeiten. Sein Nachfolger wurde Feisal El-Khazragi, der zuvor bei Holding Absence spielte. Im Herbst 2018 tourten Loathe im Vorprogramm von Sikth und Of Mice & Men und im Frühjahr 2019 als Vorgruppe von Hollywood Undead. Nach einem Auftritt beim Summer Breeze tourten Loathe im Herbst 2019 als Vorband von Crystal Lake durch Japan und die Volksrepublik China.
Anschließend nahm die Band zusammen mit dem Produzenten George Lever ihr zweites Studioalbum I Let It in and It Took Everything, welches am 7. Februar 2020 erschien. Da wegen der COVID-19-Pandemie keine Konzerte möglich waren, arbeitete die Band an einem Instrumentalalbum. The Things They Believe erschien am 7. Februar 2021. Im Herbst des Jahres verließ der Gitarrist Connor Sweeney die Band, die im Dezember 2021 eine Headliner-Tour durch das Vereinigte Königreich spielte, bei der sie das Album I Let It in and It Took Everything komplett aufführten. Eine für den Herbst 2022 geplante Europatournee wurde von der Band abgesagt, um die Arbeiten an ihrem dritten Studioalbum zu beenden. Im Sommer 2023 spielte die Band auf den Festivals Full Force, Graspop Metal Meeting, Hellfest und Sick New World. Anfang 2024 tourten Loathe zusammen mit Spiritbox im Vorprogramm der Architects durch Europa.

## Stil
James Wilkinson vom Onlinemagazin Allmusic bezeichnete Loathe als „originelle, experimentierfreudige und vielseitige Metalcore-Band“, die „den brutalen Sound des Death Metal mit ihrem progressiven Gegenüber verschmelzen“ und dabei gelegentlich in von Synthesizern geführten Ambient-Passagen mit einer vom Shoegaze inspirierten Textur einfließen lassen. Die Musik von Loathe wird in der Regel als Metalcore, Nu Metal, Shoegaze, Progressive Metal, Post-Metal, Melodic Hardcore oder Alternative Metal bezeichnet. Zu den Haupteinflüssen zählen Bands wie Deftones, Slipknot, Korn, Meshuggah und Radiohead. Das Onlinemagazin Revolver zählt Loathe neben City Morgue, Code Orange, Nova Twins, Orthodox, Spiritbox, Tallah, Tetrarch, Vended und Wargasm zu den zehn Bands, die die neue Welle des Nu Metal anführen. Matt Mills vom britischen Metal Hammer bezeichnete Loathe als „genremischende Visionäre“ und als „die Zukunft des britischen Metal“.

## Diskografie
Alben
- 2017: The Cold Sun
- 2020: I Let It in and It Took Everything
- 2021: The Things They Believe

EPs
- 2015: Prepare Consume Proceed
- 2018: This Is as One (Split-EP mit Holding Absence)
- 2023: Audiotree from Nothing

Singles
- 2015: In Death
- 2017: Dance on My Skin
- 2017: It’s Yours
- 2017: White Hot
- 2019: Gored
- 2019: New Faces in the Dark
- 2019: Aggressive Evolution
- 2019: Two-War Mirror
- 2022: Dimorphous Display
- 2022: Is It Really You? (mit Teenage Wrist)
- 2022: Is It Really You? (mit Sleep Token)

als Gastmusiker
- 2023: Static Dress – Lye Solution (feat. Loathe, Bvdlvd & Hail the Sun)

Musikvideos
- 2015: Sheol / In Death
- 2017: Dance on My Skin
- 2017: It’s Yours
- 2017: East of Eden
- 2017: White Hot
- 2019: Gored
- 2019: New Faces in the Dark
- 2020: Two-War Mirror